# Лаза (Васлуй)
Лаза (рум. Laza) — коммуна в составе жудеца Васлуй (Румыния).

## Состав
В состав коммуны входят следующие населённые пункты (данные о населении за 2002 год):
- Лаза (рум. Laza) — 1377 жителей
- Саука (рум. Sauca) — 1122 жителя
- Рышница (рум. Râșnița) — 346 жителей
- Беженешти (рум. Bejenești) — 53 жителя

## География
Коммуна расположена в 271 км к северо-востоку от Бухареста, 10 км к западу от Васлуя, 56 км к югу от  Ясс, 139 км к северу от Галаца.

## Население
По данным переписи населения 2002 года в коммуне проживали 6741 человек.

### Национальный состав
| Национальность | Кол-во человек | Процент |
| -------------- | -------------- | ------- |
| Румыны         | 6738           | > 99,9% |
| Цыгане         | 2              | < 0,1%  |
| Немцы          | 1              | < 0,1%  |

### Родной язык
| Язык      | Кол-во человек | Процент |
| --------- | -------------- | ------- |
| Румынский | 6741           | 100 %   |

### Вероисповедание
| Вероисповедание | Кол-во человек | Процент |
| --------------- | -------------- | ------- |
| Православные    | 6590           | 97,8%   |
| Бретрены        | 99             | 1,5%    |
| Пятидесятники   | 16             | 0,2%    |
| Старообрядцы    | 8              | 0,1%    |
| Баптисты        | 7              | 0,1%    |
| Римо-католики   | 4              | 0,1%    |
| Адвентисты      | 4              | 0,1%    |
| Греко-католики  | 1              | < 0,1%  |
| Нерелигиозные   | 1              | < 0,1%  |
| Не указали      | 1              | < 0,1%  |

## Политика
По результатам местных выборов 2016 года, местный совет коммуны состоит из 13 депутатов следующих партий:
| Партия                          | Количество депутатов |
| ------------------------------- | -------------------- |
| Социал-демократическая партия   | 7                    |
| Национальная либеральная партия | 6                    |